# Claus Sluter

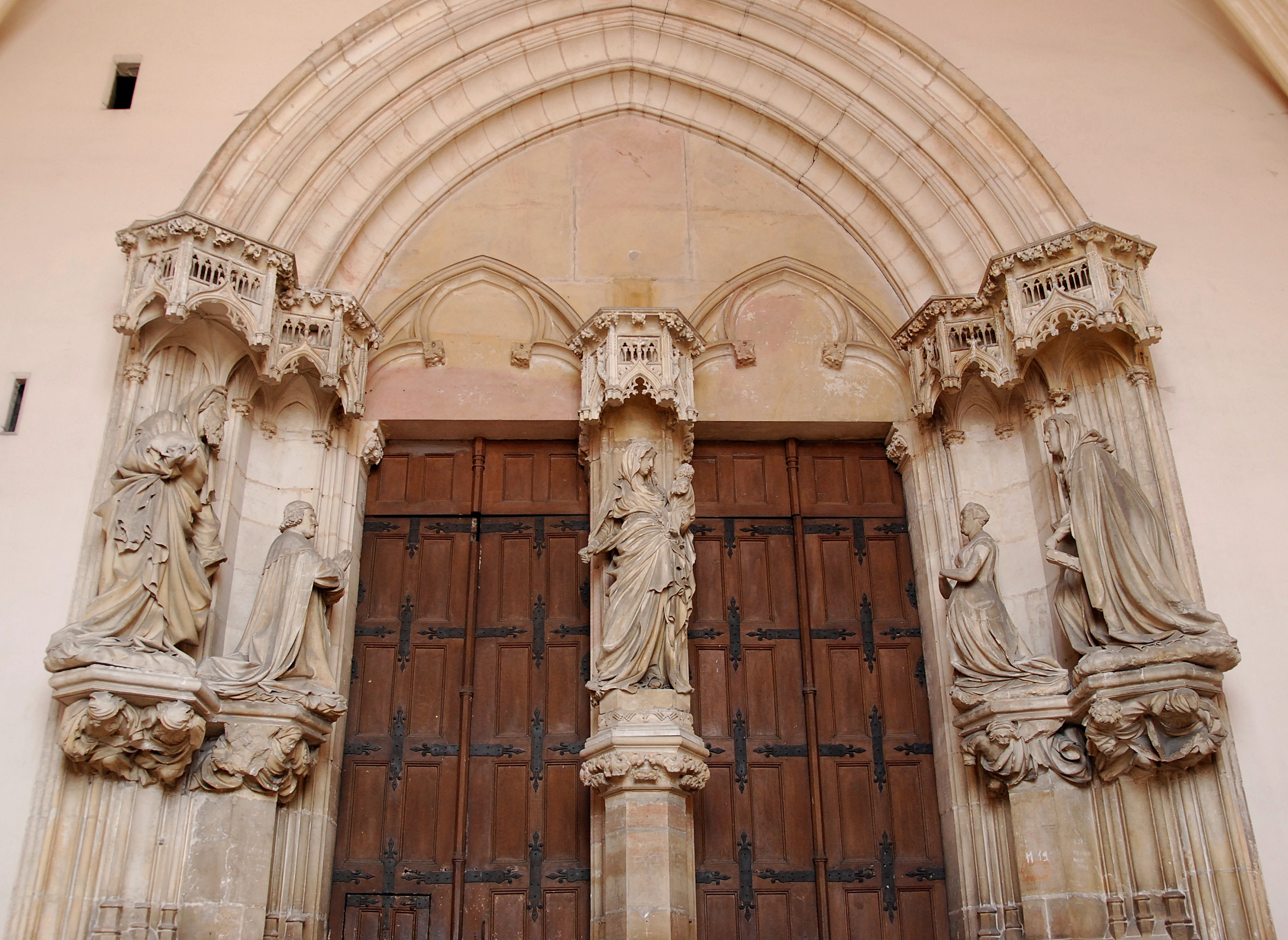
A dijoni kápolna bejáratának szobrai

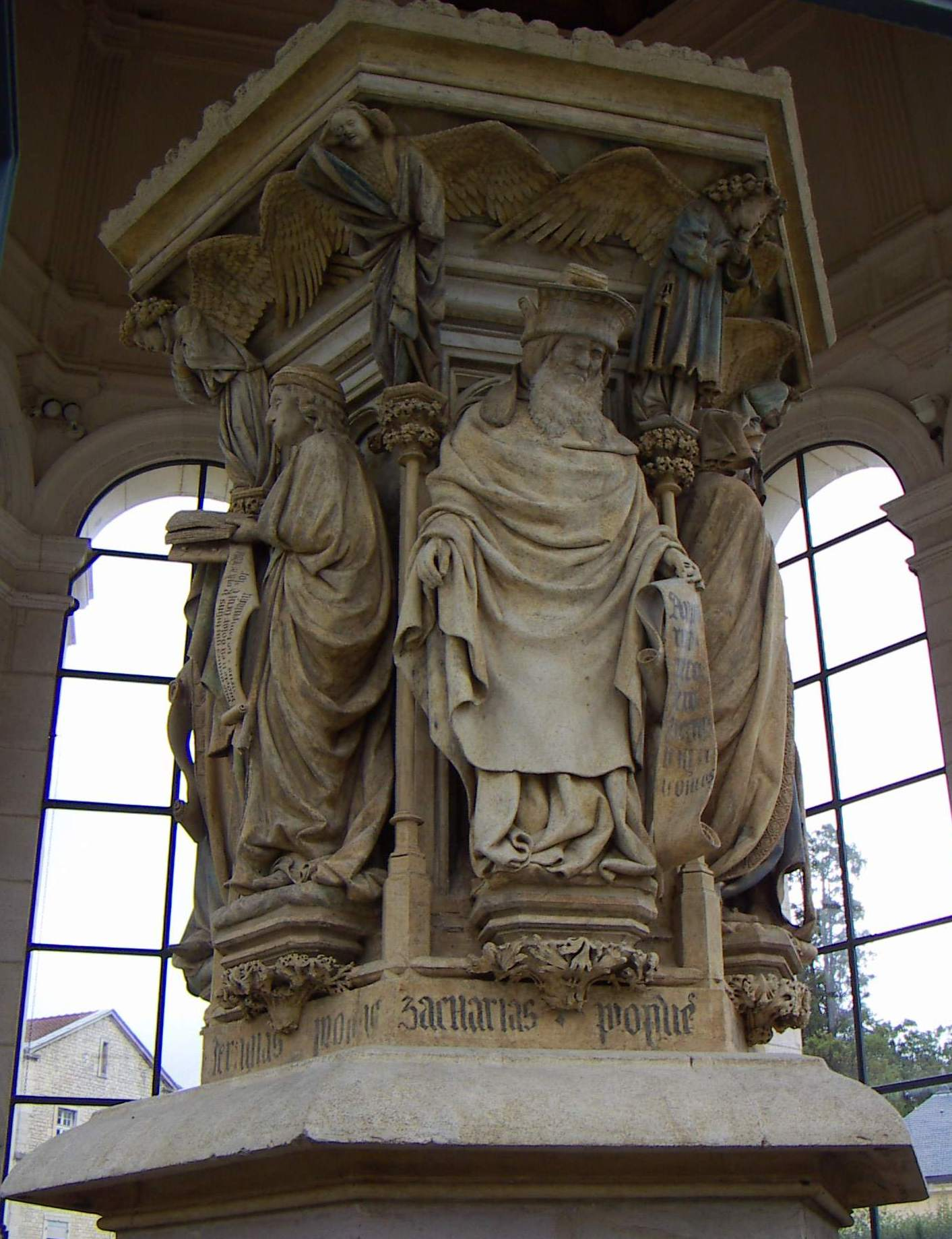
Mózes-kút szobrai

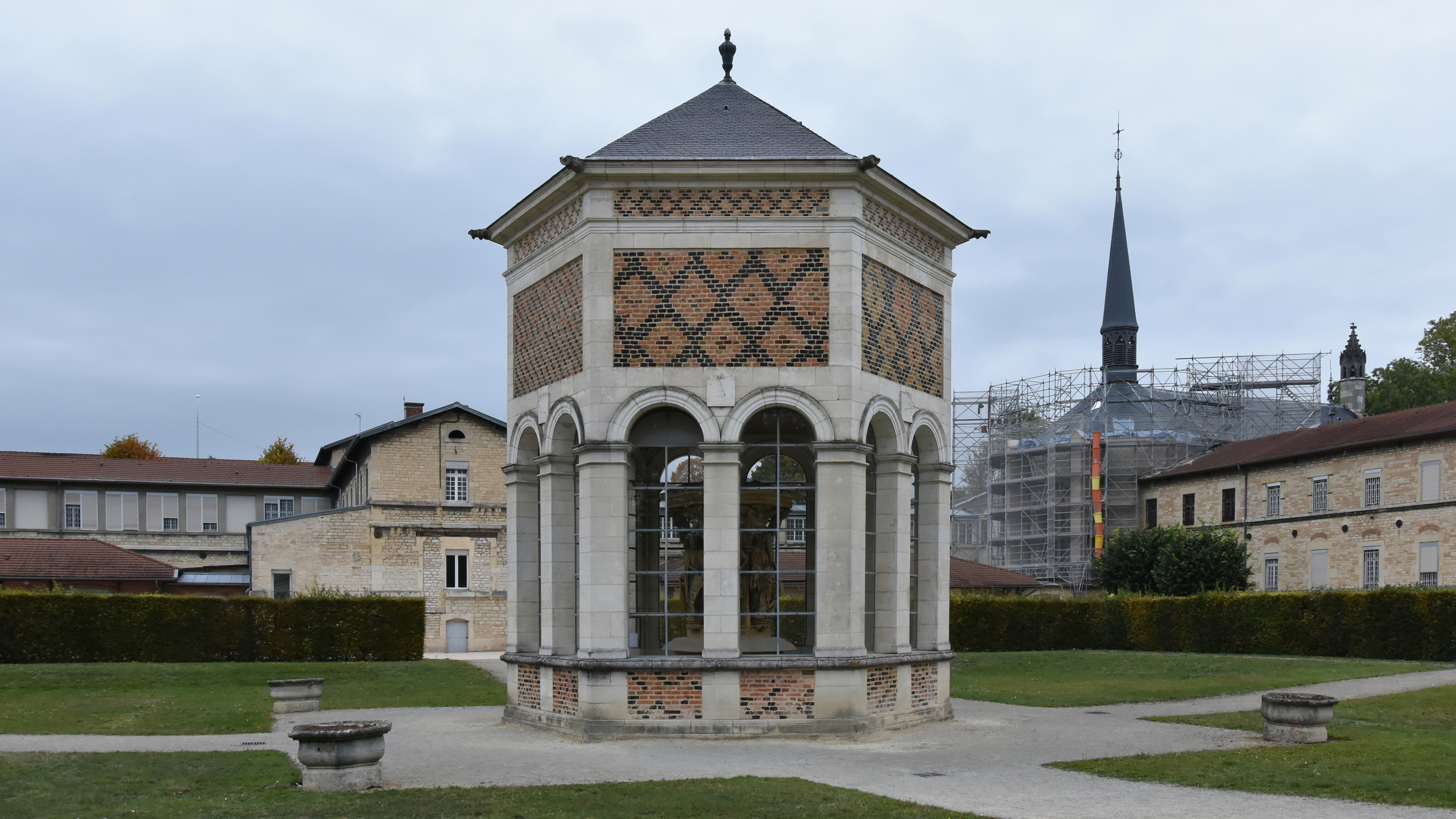
Mózes-kút, Dijon

Claus Sluter (Haarlem, 1340 körül – Dijon, 1405) szobrász.

## Élete
Claus Sluter 1340 körül született a hollandiai Haarlemben. 1385-től Merész Fülöp szolgálatába lépett. A levéltári adatok bizonysága szerint neve Brüsszelben már 1379-től szerepelt a kőművesek céhének nyilvántartásában.
Merész Fülöp 1385-ben a burgundiai Dijon melletti Champmolban megalapította a karthauzi kolostort és a kolostor családi mauzóleumnak szánt kápolnája díszítési munkálataihoz Claus Slutert hívta meg.
Sluter és tanítványai készítették el a kápolna kapuzatának mára világhírű szobrait, melyeken a mecénás Merész Fülöp és felesége, Flandriai Margit alakja látható a Madonna két oldalán. Fülöpöt Szent János, Margitot Szent Katalin ajánlja Mária kegyeibe.
Sluter munkája a kolostor udvarán álló monumentális Mózes-kút is, melyet 1395-1404 között épített. 1396-ban Díjonba hozta unokaöccsét Claus de Werve szobrászt is Brüsszelből, hogy segítségére legyen munkájában.
A Mózes-kút medencéjét angyalok tartják, melyet próféták állnak körül. A kutat egy, a keresztre feszítést ábrázoló szoborcsoport koronázta, mely azonban egy Krisztus fej kivételével elpusztult. (A fej a díjoni múzeumban található). Sluter mély jellemző készséggel ábrázolta a Mózes-kút prófétáinak egyéniségét.
Sluter realista megformáló erejével hatni tudott a 15. század szobrászatára. Újító szelleme a maga valóságkeresésével már megmutatkozott a champmoli kolostorkapu díszítésének témaválasztásában is, mivel akkoriban újdonságnak számított, hogy a herceget és a hercegnét térden állva ábrázolta, mivel előtte csak álló szobrok voltak a templomokban.

## Galéria

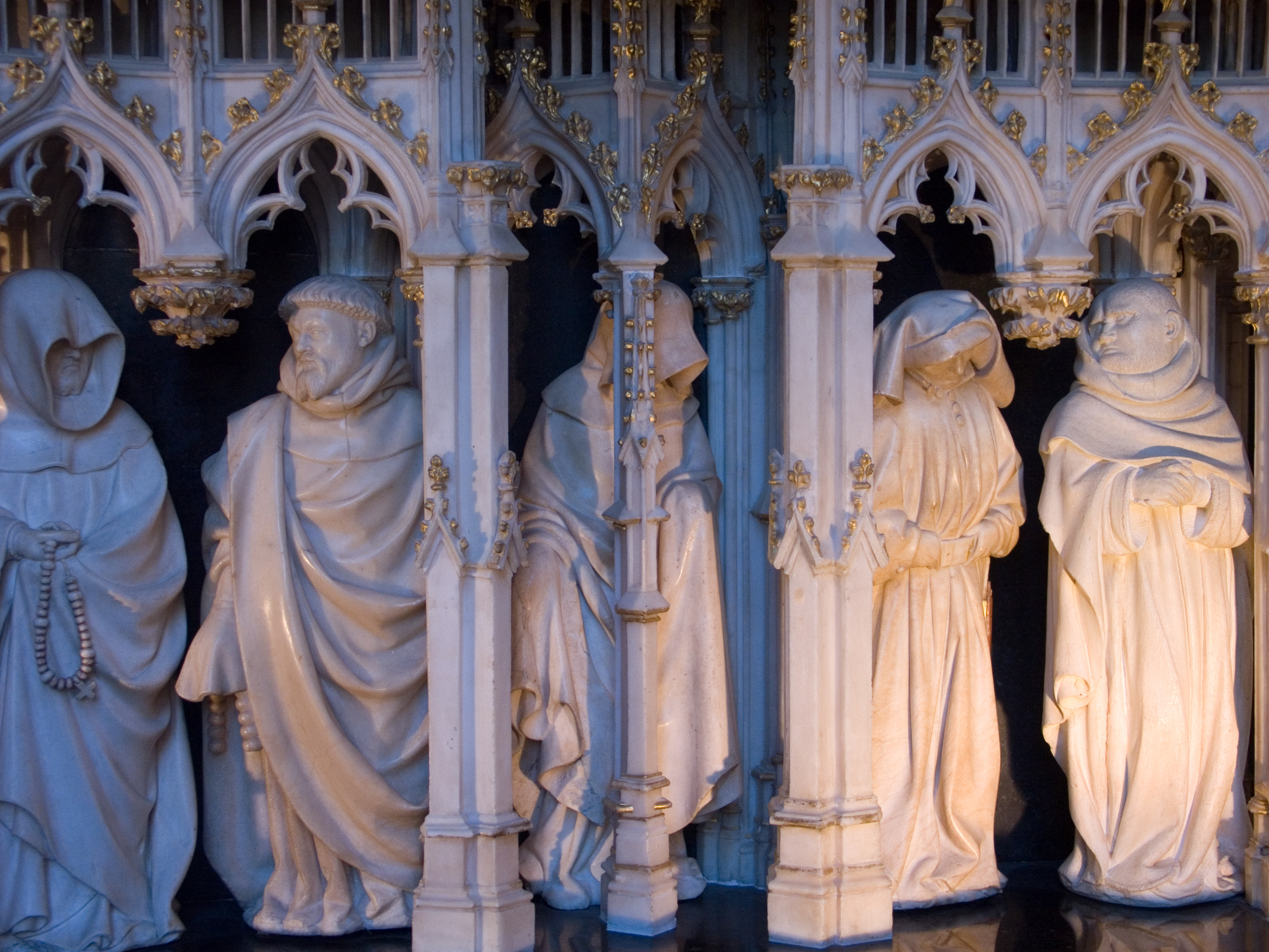
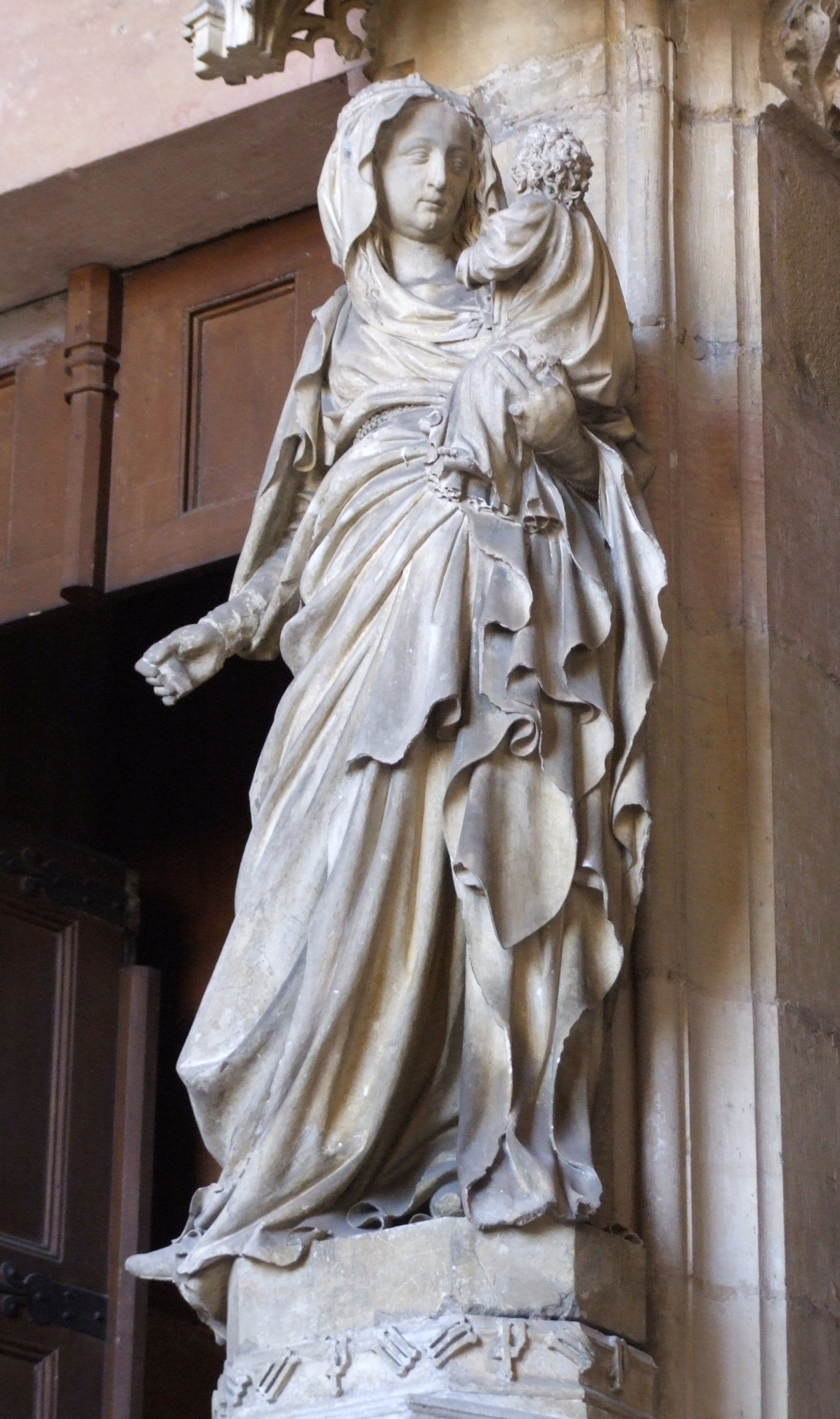
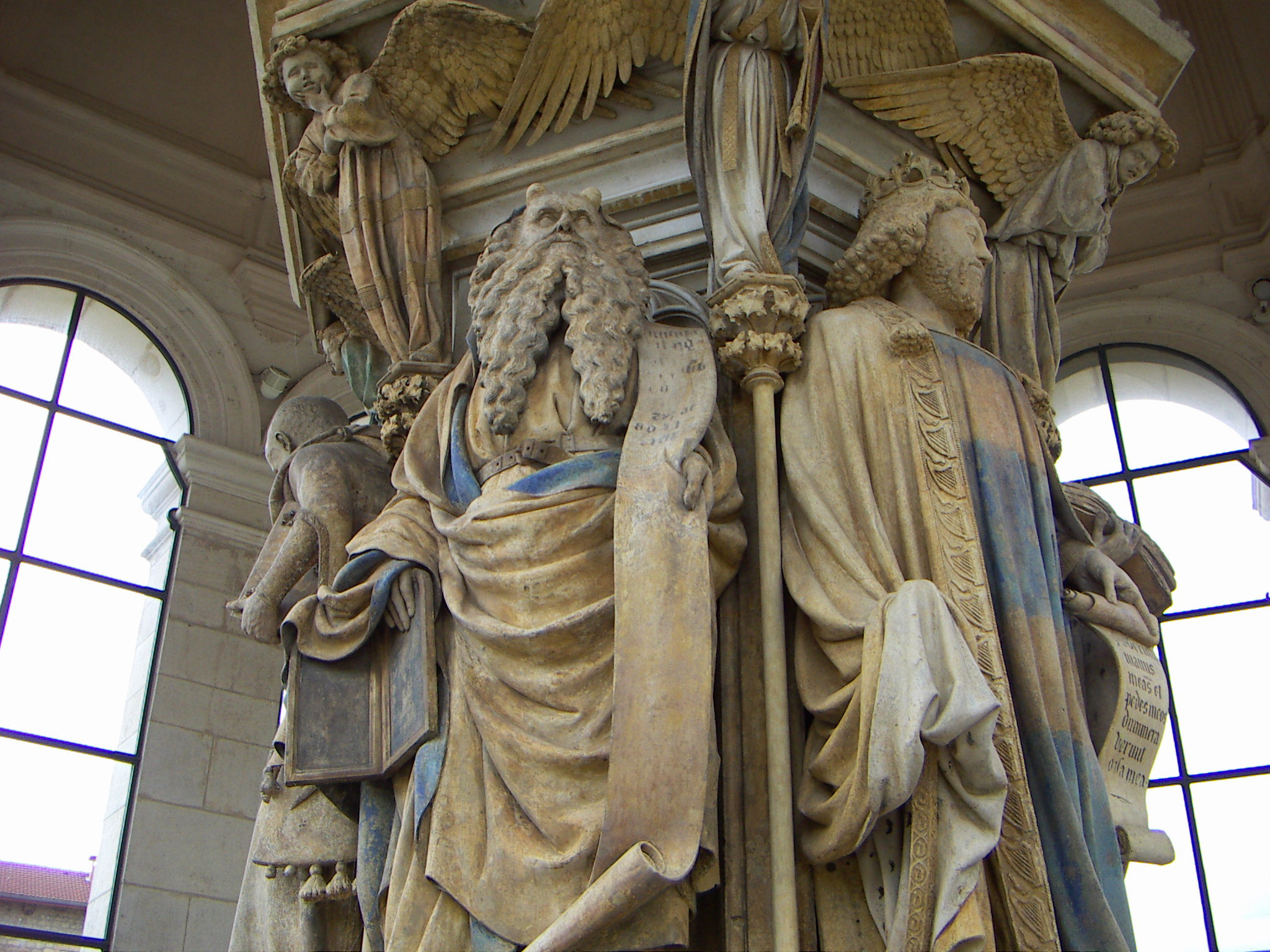
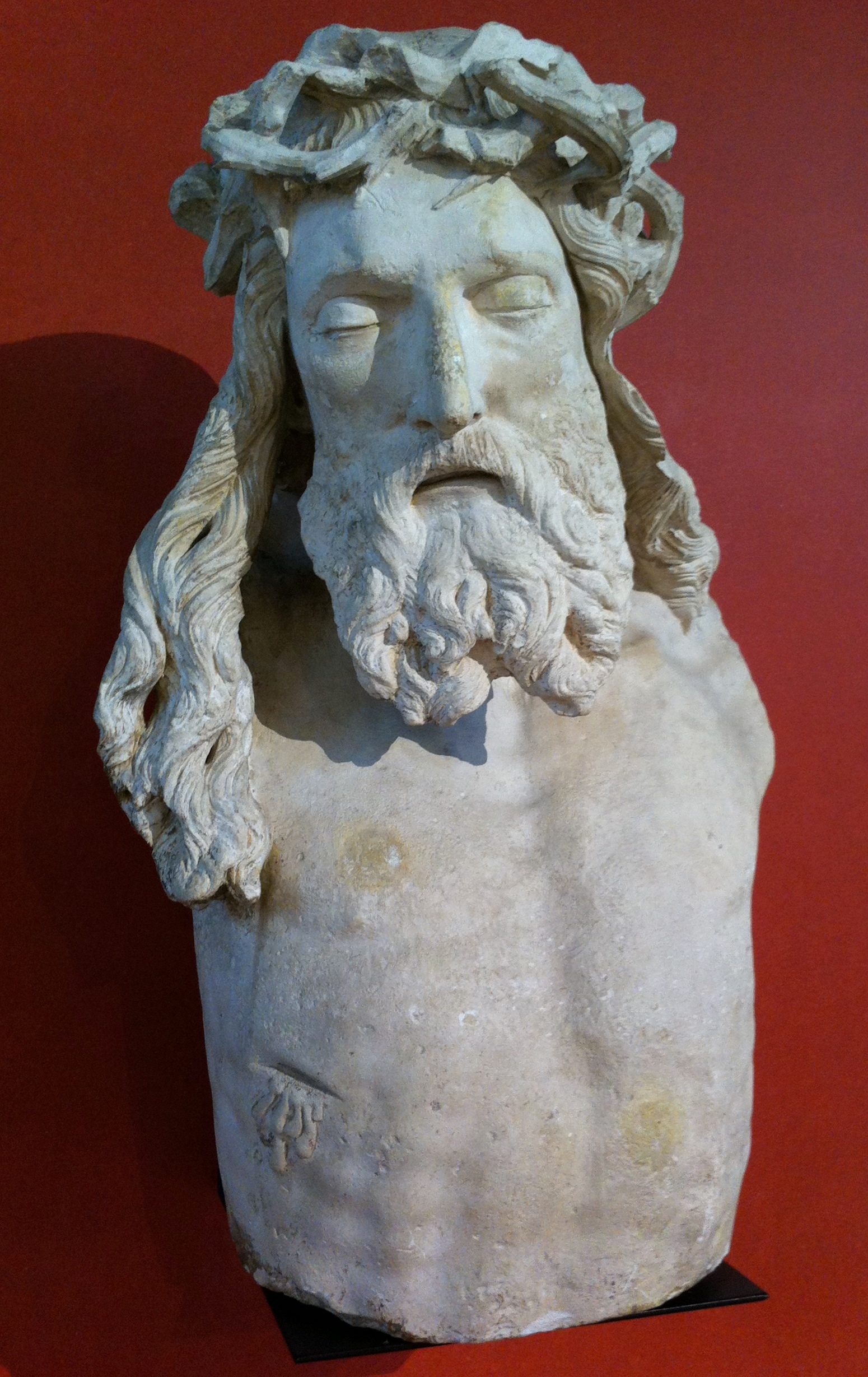